# 육홍균
육홍균(陸洪均, 1900년 10월 1일 ~ 1983년 7월 5일)은 대한민국의 항일 운동가이자, 정치인이다. 본관은 옥천이다.
일본에서 박열 등과 함께 항일 운동에 참여하였다가, 고향에 돌아와 농민운동에 헌신하였다. 제헌국회의원과 2대 국회의원을 지냈으며, 건국훈장 애족장이 추서되었다.

## 약력
- 1900년 10월 1일 선산 옥성에서 육병형(陸炳亨)과 예천 임씨의 독자로 태어났다.
- 수원고등농림학교를 졸업하고 일본으로 건너가 니혼 대학 문과에 입학했다.
- 1922년 무정부주의를 표방한 비밀결사 흑우회에 가입해, 회지 〈흑우(黑友)와 소작농〉의 발간을 주도했다. 1923년에는 박열, 김중한 등과 함께 불령사를 조직했다가 그 혐의로 체포되어 투옥되었다.
- 출옥 후 1926년 10월에 흑우회가 흑색청년연맹으로 이름을 바꾼 뒤에도 항일운동에 참여했다.
- 1927년 고향으로 돌아와 협동조합 ‘우리 살림사’를 조직하고, 이어 옥성농우회(玉城農友會)를 통해 지역 농민운동을 이끌었다.
- 1939년 4월 검거되어 1년 3개월간 투옥되었다가, 출옥후 중국으로 떠났다가 해방 후 귀국했다.
- 해방 후 대한독립촉성국민위원회 선산군지부장에 취임
- 1948년 5월 10일 : 제헌 국회의원(경북 선산)
- 1963년 5월 동지회 지도위원을 지냈으며, 1969년에는 토지개량조합연합회 고문으로 활동하는 등 농민운동에 적극적으로 참여하였다.
- 1983년 7월 5일에 향년 84세로 별세하였다.
- 1969년 국민훈장 무궁화장이 수여되었고, 사후인 1990년 광복절에 독립유공자로 인정되어 건국훈장 애족장이 추서되었다.
- 일본 가와바타 미술학교 서양화과 수료[1]

## 역대 선거 결과
|  | 45.49% |

|  | 22.69% |

## 참고자료
- 육홍균 - 대한민국헌정회